# Lista de eleições municipais no Rio de Janeiro
Esta é uma relação das eleições disputadas no município do Rio de Janeiro, capital do estado homônimo. Esta lista cita apenas as eleições disputadas após a restauração do pluripartidarismo no Brasil, a partir de 1979.

## 1985
| PDT/PCdoB              |                   |                   | Saturnino Braga   |                   |                   | Jó Rezende        | 764 350   | 37,8      |
| PFL/PS                 |                   |                   | Rubem Medina      |                   |                   | Sebastião Nery    | 364 337   | 18        |
| PMDB                   |                   |                   | Jorge Leite       |                   |                   | Aloysio Teixeira  | 175 841   | 8,7       |
| PSB/PCB                |                   |                   | Marcelo Cerqueira |                   |                   | João Saldanha     | 145 911   | 7,2       |
| PL                     |                   |                   | Álvaro Valle      |                   |                   | Herculano Leal    | 141 008   | 7         |
| PASART                 |                   |                   | Aarão Steinbruch  |                   |                   | Armando Cabral    | 117 689   | 5,8       |
| Outros candidatos      | Outros candidatos | Outros candidatos | Outros candidatos | Outros candidatos | Outros candidatos | Outros candidatos | 130 265   | 7,5       |
| Total de votos válidos |                   |                   |                   |                   |                   |                   |           |           |
| Votos brancos          | Votos brancos     | Votos brancos     | Votos brancos     | Votos brancos     | Votos brancos     | Votos brancos     | 43 508    | 43 508    |
| Votos nulos            | Votos nulos       | Votos nulos       | Votos nulos       | Votos nulos       | Votos nulos       | Votos nulos       | 115 164   | 115 164   |
| Votos totais           | Votos totais      | Votos totais      | Votos totais      | Votos totais      | Votos totais      | Votos totais      | 1 998 073 | 1 998 073 |

Outras 13 candidaturas foram registradas: Fernando Carvalho/Francisco Horta, pelo PTB (35 320 votos; 1,7%); Carlos Imperial/Sidney Domingues, pelo PTN (22 668 votos; 1,1%); Wilson Farias/Miriam Cardoso, pelo PT (19 559 votos; 1%); Heitor Furtado/Fleming Furtado, pelo PDS (15 034 votos; 0,7%); Lincoln Sobral/Marco Antônio Fonseca, pelo PH (12 769 votos; 0,6%); Abreu Monteiro/Antônio Lemos, pelo PNR (11 634 votos; 0,6%); Ester de Almeida/Carlos Cavalcante, pelo PND (8 922 votos; 0,4%); Sérgio Bernardes/Pedro Paulo Carvalho, pelo PMN (8 851 votos; 0,4%); Wilson Leite Passos/Manoel José da Cunha, pelo PN (5 435; 0,3%); Antônio Pedreira/Adson Moura, pelo PPB (4 835 votos; 0,2%); Daniel Tourinho/Rui Nascimento, pelo PJ (4 289 votos; 0,2%); Iremir Dias Pereira/Luiz Barbieri, pelo PRT (3 453 votos; 0,2%); Paiva Ribeiro/Paula Frassinetti, pelo PRP (1 899 votos; 0,1%). Clemir Ramos, do PDC, desistiu de concorrer.

## 1988
| "Pacto Democrático Trabalhista" (PDT/PS/PASART/PNAB/ PTN/PSC/PCN) |                   |                   | Marcello Alencar  |                   |                   | Roberto d'Ávila         | 998 008   | 31,65     |
| PT                                                                |                   |                   | Jorge Bittar      |                   |                   | Cleonice de Almeida     | 552 149   | 17,51     |
| "Aliança Liberal" (PL/PDS)                                        |                   |                   | Álvaro Valle      |                   |                   | Richardson Valle        | 393 761   | 12,49     |
| "Rio, Amanhã Melhor" (PSDB/PCdoB)                                 |                   |                   | Artur da Távola   |                   |                   | Cesário de Mello Franco | 154 176   | 4,89      |
| "Aliança Popular Progressista" (PMDB/PFL/PTR)                     |                   |                   | José Colagrossi   |                   |                   | Hélio Ferraz            | 127 766   | 4,05      |
| PTB                                                               |                   |                   | Roberto Jefferson |                   |                   | David Raw               | 68 156    | 2,16      |
| Outros candidatos                                                 | Outros candidatos | Outros candidatos | Outros candidatos | Outros candidatos | Outros candidatos | Outros candidatos       | 89 927    | 2,85      |
| Total de votos válidos                                            |                   |                   |                   |                   |                   |                         |           |           |
| Votos brancos                                                     | Votos brancos     | Votos brancos     | Votos brancos     | Votos brancos     | Votos brancos     | Votos brancos           | 469 543   | 469 543   |
| Votos nulos                                                       | Votos nulos       | Votos nulos       | Votos nulos       | Votos nulos       | Votos nulos       | Votos nulos             | 300 012   | 300 012   |
| Votos totais                                                      | Votos totais      | Votos totais      | Votos totais      | Votos totais      | Votos totais      | Votos totais            | 3 153 498 | 3 153 498 |

Outras 8 candidaturas foram registradas: Paulo Ramos/Celso Brant, pela coligação "S.O.S. Rio" (PMN/PRP) (37 500 votos; 1,19%); Wagner Cavalcanti/Jaime Silveira, pelo PDC (17 512 votos; 0,58%); Aurizete Menezes/Franklin Valadares, pelo PSD (10 669 votos; 0,34%); Lincoln Sobral/Leila Jurema, pelo PH (9 822 votos; 0,31%); Antônio Vilardo (substituto de Daniel Tourinho)/Roberta Guimarães, pela coligação "Rio Livre" (PJ/PMB) (4 100 votos; 0,13%); Olindo Maia/Pedro Cintra, pelo PNA (3 817 votos; 0,12%); Luís Carlos de Oliveira/Djalma Souza, pela coligação PMC/PPB, (3 548 votos; 0,2%) e Antonio Alcides (substituto de Jó Antônio Rezende)/José Francisco da Cruz, pela coligação "Frente Rio" (PSB/PCB/PV) (2 959 votos; 0,09%).

## 1992

### Primeiro turno
| "Frente da FelizCidade"(PT/PSB/PPS/PC) |                   |                   | Benedita da Silva |                   |                   | Sérgio Arouca     | 833 559   | 32,94     |
| "Pensa Rio"(PMDB/PMSD/PL)              |                   |                   | César Maia        |                   |                   | Gilberto Ramos    | 551 379   | 21,79     |
| "Povo Unido" (PDT/PCdoB/PV/PMN)        |                   |                   | Cidinha Campos    |                   |                   | Vivaldo Barbosa   | 466 402   | 18,43     |
| PRN                                    |                   |                   | Albano Reis       |                   |                   | Wanda Reis        | 262 104   | 10,36     |
| "Rio em Defesa da Vida" (PDS/PDC)      |                   |                   | Amaral Netto      |                   |                   | Wagner Cavalcanti | 119 432   | 4,72      |
| PTB                                    |                   |                   | João Mendes       |                   |                   | Diofrildo Trotta  | 109 189   | 4,31      |
| Outros candidatos                      | Outros candidatos | Outros candidatos | Outros candidatos | Outros candidatos | Outros candidatos | Outros candidatos | 188 444   | 7,42      |
| Total de votos válidos                 |                   |                   |                   |                   |                   |                   |           |           |
| Votos brancos                          | Votos brancos     | Votos brancos     | Votos brancos     | Votos brancos     | Votos brancos     | Votos brancos     | 396 456   | 396 456   |
| Votos nulos                            | Votos nulos       | Votos nulos       | Votos nulos       | Votos nulos       | Votos nulos       | Votos nulos       | 404 250   | 404 250   |
| Votos totais                           | Votos totais      | Votos totais      | Votos totais      | Votos totais      | Votos totais      | Votos totais      | 3 331 215 | 3 331 215 |

Outras 5 candidaturas foram registradas: Francisco Dornelles/Arolde de Oliveira, pelo PFL (76 484 votos; 3,82%); Sérgio Cabral Filho/Lygia Maciel, pelo PSDB (46 786 votos; 1,85%); Técio Lins e Silva, pela coligação "Voto Digno" (PST/PSD/PSC/PTR/PNTB) (34 850 votos; 1,35%); Regina Gordilho/Alcides Fonseca, pela coligação "Pró-Cidadania" (PRP/PSdoB) (19 257 votos; 0,76%); e Homero de Souza/João Salame, pelo PFS (11 067 votos; 0,44%).

### Segundo turno
| "Pensa Rio"(PMDB/PMSD/PL)              |               |               | César Maia        |               |               | Gilberto Ramos | 1 430 797 | 51,89     |
| "Frente da FelizCidade"(PT/PSB/PPS/PC) |               |               | Benedita da Silva |               |               | Sérgio Arouca  | 1 326 678 | 48,11     |
| Total de votos válidos                 |               |               |                   |               |               |                |           |           |
| Votos brancos                          | Votos brancos | Votos brancos | Votos brancos     | Votos brancos | Votos brancos | Votos brancos  | 35 971    | 35 971    |
| Votos nulos                            | Votos nulos   | Votos nulos   | Votos nulos       | Votos nulos   | Votos nulos   | Votos nulos    | 437 663   | 437 663   |
| Votos totais                           | Votos totais  | Votos totais  | Votos totais      | Votos totais  | Votos totais  | Votos totais   | 3 231 109 | 3 231 109 |

## 1996

### Primeiro turno
| PFL                                               |                        |                        | Luiz Paulo Conde       |                        |                        | Eider Dantas           | 1 192 438 | 40,27 |
| "O Melhor Para o Rio" (PSDB/PMDB/PPB/PTB/PSC/PSD) |                        |                        | Sérgio Cabral Filho    |                        |                        | Jorge Felippe          | 729 611   | 24,64 |
| PT                                                |                        |                        | Chico Alencar          |                        |                        | Ivanir dos Santos      | 641 526   | 21,66 |
| "Unidade Popular" (PDT/PCdoB/PSB)                 |                        |                        | Miro Teixeira          |                        |                        | Aloísio Trindade       | 253 697   | 8,56  |
| "Frente Verde Arco-Íris" (PPS/PV)                 |                        |                        | Sérgio Arouca          |                        |                        | Milton Coelho          | 26 685    | 0,90  |
| "Rio Cidade Maravilhosa" (PRP/PST)                |                        |                        | Oswaldo Souza          |                        |                        | Campolim               | 24 993    | 0,84  |
| Outros candidatos                                 | Outros candidatos      | Outros candidatos      | Outros candidatos      | Outros candidatos      | Outros candidatos      | Outros candidatos      | 91 565    | 2,29  |
| Total de votos válidos                            | Total de votos válidos | Total de votos válidos | Total de votos válidos | Total de votos válidos | Total de votos válidos | Total de votos válidos | 2 960 515 |       |
| Votos brancos                                     |                        |                        |                        |                        |                        |                        |           |       |
| Votos nulos                                       |                        |                        |                        |                        |                        |                        |           |       |
| Votos totais                                      |                        |                        |                        |                        |                        |                        |           |       |

Outras 8 candidaturas foram registradas: José Miguel/Wanderley Galdeano, pela coligação "União Cristã Trabalhista" (PSDC/PTN) (24 362 votos; 0,82%); Vanderlei Assis/Reinaldo Gonçalves, pelo PRONA (22 901 votos; 0,80%); Antônio Pedregal/Ricardo de Bonis, pela coligação PTdoB/PGT (14 868 votos; 0,50%); Cyro Garcia/Carlos Haeser, pelo PSTU (7 884 votos; 0,26%); Paulo Memória/Cléber Santos, pelo PSL (7 182 votos; 0,24%); Magno Cruz/Maria Alice Rebelo, pelo PMN (6 893 votos; 0,23%); Ivan Pinheiro/Igor Grabois, pelo PCB (6 096 votos; 0,20%) e Nilton Gomes/Alcebíades de Almeida, pelo PRTB (1 379 votos; 0,04%)

### Segundo turno
| PFL                                               |                        |                        | Luiz Paulo Conde       |                        |                        | Eider Dantas           | 1 735 415 | 62,17 |
| "O Melhor Para o Rio" (PSDB/PMDB/PPB/PTB/PSC/PSD) |                        |                        | Sérgio Cabral Filho    |                        |                        | Jorge Felippe          | 1 055 993 | 37,87 |
| Total de votos válidos                            | Total de votos válidos | Total de votos válidos | Total de votos válidos | Total de votos válidos | Total de votos válidos | Total de votos válidos | 2 791 408 |       |
| Votos brancos                                     |                        |                        |                        |                        |                        |                        |           |       |
| Votos nulos                                       |                        |                        |                        |                        |                        |                        |           |       |
| Votos totais                                      |                        |                        |                        |                        |                        |                        |           |       |

## 2000

### Primeiro turno
| "Unidos pelo Rio" (PFL/PMDB/PSC/PSD)                            |                        |                        | Luiz Paulo Conde       |                        |                        | Sérgio Magalhães       | 1 124 915 | 34,69     |
| "O Rio Que Dá Certo" (PTB/PL/PPS/PRTB/PTN/ PRN/PAN/PGT/PMN/PSL) |                        |                        | Cesar Maia             |                        |                        | Marco Antônio Valles   | 576 825   | 23,04     |
| "Aliança Rio Gente" (PT/PCdoB)                                  |                        |                        | Benedita da Silva      |                        |                        | Francisco Milani       | 733 693   | 22,63     |
| PDT                                                             |                        |                        | Leonel Brizola         |                        |                        | Miro Teixeira          | 295 123   | 9,10      |
| PPB                                                             |                        |                        | Gilberto Ramos         |                        |                        | Cícero Sydrônio        | 140 601   | 4,34      |
| PSDB                                                            |                        |                        | Ronaldo Cezar Coelho   |                        |                        | Lourdes Tavares        | 59 058    | 1,82      |
| Outros candidatos                                               | Outros candidatos      | Outros candidatos      | Outros candidatos      | Outros candidatos      | Outros candidatos      | Outros candidatos      | 142 096   | 4,38      |
| Total de votos válidos                                          | Total de votos válidos | Total de votos válidos | Total de votos válidos | Total de votos válidos | Total de votos válidos | Total de votos válidos | 3 242 708 |           |
| Votos brancos                                                   | Votos brancos          | Votos brancos          | Votos brancos          | Votos brancos          | Votos brancos          | Votos brancos          | 108 502   | 108 502   |
| Votos nulos                                                     | Votos nulos            | Votos nulos            | Votos nulos            | Votos nulos            | Votos nulos            | Votos nulos            | 191 440   | 191 440   |
| Votos totais                                                    | Votos totais           | Votos totais           | Votos totais           | Votos totais           | Votos totais           | Votos totais           | 3 542 650 | 3 542 650 |

Outras 8 candidaturas foram registradas: Alfredo Sirkis/Dalva Lazaroni, pelo PV (38 239 votos; 1,18%); Domingos Brazão/Jovelino Ribeiro, pela coligação PTdoB/PHS (36 858 votos; 1,14%); Alexandre Cardoso/Roberto Amaral, pela coligação "O Rio Que a Gente Quer" (PSB/PCB) (29 801 votos; 0,92%); Marcos Coimbra/Edison Felícia, pelo PRONA (22 844 votos; 0,70%); Cyro Garcia/Carlos Alberto Silva, pelo PSTU (10 166 votos; 0,31%); Alexandre Cobbett/Pedro Modenese Neto, pelo PSDC (2 235 votos; 0,07%); Oswaldo de Souza/Eliane Cunha, pelo PRP (1 398 votos; 0,04%) e Paulo Sérgio Pinho/Patrícia Pinheiro, pelo PCO (555 votos; 0,02%).

### Segundo turno
| "O Rio Que Dá Certo" (PTB/PL/PPS/PRTB/PTN/ PRN/PAN/PGT/PMN/PSL) |                        |                        | Cesar Maia             |                        |                        | Marco Antônio Valles   | 1 629 319 | 51,06     |
| "Unidos pelo Rio" (PFL/PMDB/PSC/PSD)                            |                        |                        | Luiz Paulo Conde       |                        |                        | Sérgio Magalhães       | 1 543 327 | 48,94     |
| Total de votos válidos                                          | Total de votos válidos | Total de votos válidos | Total de votos válidos | Total de votos válidos | Total de votos válidos | Total de votos válidos | 3 153 503 |           |
| Votos brancos                                                   | Votos brancos          | Votos brancos          | Votos brancos          | Votos brancos          | Votos brancos          | Votos brancos          | 80 858    | 80 858    |
| Votos nulos                                                     | Votos nulos            | Votos nulos            | Votos nulos            | Votos nulos            | Votos nulos            | Votos nulos            | 214 119   | 214 119   |
| Votos totais                                                    | Votos totais           | Votos totais           | Votos totais           | Votos totais           | Votos totais           | Votos totais           | 3 448 480 | 3 448 480 |

## 2004

### Primeiro turno
| "Feito Pro Rio" (PFL/PSDB/PSDC/PRTB/PTN/PV/PTdoB) |                        |                        | Cesar Maia             |                        |                        | Otavio Leite           | 1 728 853 | 50,11     |
| "Todos Pela Paz" (PL/PSL/PRP)                     |                        |                        | Marcelo Crivella       |                        |                        | Káthia Koslowski       | 753 189   | 21,83     |
| "Frente Popular" (PMDB/PP/PSC/PHS/PMN/PTC)        |                        |                        | Luiz Paulo Conde       |                        |                        | Manoel Ferreira        | 385 848   | 11,18     |
| "Rio do Bem" (PCdoB/PCB)                          |                        |                        | Jandira Feghali        |                        |                        | Luiz Fernando Gutman   | 238 098   | 6,90      |
| "Unidos Para Mudar o Rio" (PT/PSB/PTB)            |                        |                        | Jorge Bittar           |                        |                        | Martha Rocha           | 217 753   | 6,31      |
| PDT                                               |                        |                        | Nilo Batista           |                        |                        | Cidinha Campos         | 47 747    | 1,39      |
| Outros candidatos                                 | Outros candidatos      | Outros candidatos      | Outros candidatos      | Outros candidatos      | Outros candidatos      | Outros candidatos      | 78 699    | 2,28      |
| Total de votos válidos                            | Total de votos válidos | Total de votos válidos | Total de votos válidos | Total de votos válidos | Total de votos válidos | Total de votos válidos | 3 450 187 |           |
| Votos brancos                                     | Votos brancos          | Votos brancos          | Votos brancos          | Votos brancos          | Votos brancos          | Votos brancos          | 80 505    | 80 505    |
| Votos nulos                                       | Votos nulos            | Votos nulos            | Votos nulos            | Votos nulos            | Votos nulos            | Votos nulos            | 182 574   | 182 574   |
| Votos totais                                      | Votos totais           | Votos totais           | Votos totais           | Votos totais           | Votos totais           | Votos totais           | 3 713 266 | 3 713 266 |

Outras 4 candidaturas foram registradas: Lenine Madeira/Derli Minguta, pelo PRONA (41 397 votos; 1,20%); André Corrêa/Roberto Percinoto, pela coligação "Paz e Emprego" (PPS/PAN) (26 567 votos; 0,77%); Otacílio Ramalho/Edna Felix, pelo PSTU (7 968 votos; 0,23%) e Paulo Sérgio Pinho/Patrícia Pinheiro, pelo PCO (2 767 votos; 0,08%).

## 2008

### Primeiro turno
| "Unidos pelo Rio" (PMDB/PP/PTB/PSL)                         |                        |                        | Eduardo Paes           |                        |                        | Carlos Alberto Muniz   | 1 049 019 | 31,98     |
| "Frente Carioca" (PV/PSDB/PPS)                              |                        |                        | Fernando Gabeira       |                        |                        | Luiz Paulo             | 839 994   | 25,61     |
| "Vamos Arrumar o Rio" (PRB/PRTB/PR/PSDC)                    |                        |                        | Marcelo Crivella       |                        |                        | Jimmy Pereira          | 625 237   | 19,06     |
| "Mudança Pra Valer" (PCdoB/PSB/PTN/PHS)                     |                        |                        | Jandira Feghali        |                        |                        | Ricardo Maranhão       | 321 012   | 9,79      |
| PT                                                          |                        |                        | Alessandro Molon       |                        |                        | Léa Tiriba             | 162 926   | 4,97      |
| "Experiência e Sensibilidade Pra Mudar o Rio" (DEM/PTC/PTN) |                        |                        | Solange Amaral         |                        |                        | Pedro Fernandes        | 128 596   | 3,92      |
| Outros candidatos                                           | Outros candidatos      | Outros candidatos      | Outros candidatos      | Outros candidatos      | Outros candidatos      | Outros candidatos      | 153 063   | 4,67      |
| Total de votos válidos                                      | Total de votos válidos | Total de votos válidos | Total de votos válidos | Total de votos válidos | Total de votos válidos | Total de votos válidos | 3 279 847 |           |
| Votos brancos                                               | Votos brancos          | Votos brancos          | Votos brancos          | Votos brancos          | Votos brancos          | Votos brancos          | 198 152   | 198 152   |
| Votos nulos                                                 | Votos nulos            | Votos nulos            | Votos nulos            | Votos nulos            | Votos nulos            | Votos nulos            | 281 130   | 281 130   |
| Votos totais                                                | Votos totais           | Votos totais           | Votos totais           | Votos totais           | Votos totais           | Votos totais           | 3 759 129 | 3 759 129 |

Outras 6 candidaturas foram registradas: Chico Alencar/Vera Nepomuceno, pela coligação "Frente Rio Socialista" (PSOL/PSTU) (59 362 votos; 1,81%); Paulo Ramos/Carlos Alberto Torres, pelo PDT (59 147 votos; 1,80%); Filipe Pereira/Rogério Vargas, pela coligação "Rio Esperança" (PSC/PRP) (17 577 votos; 0,54%); Vinícius Cordeiro/Robson André, pelo PTdoB (13 353 votos; 0,41%); Eduardo Serra/Alice Medina, pelo PCB (2 663 votos; 0,08%) e Paulo Sérgio Pinho/Jorge Eduardo, pelo PCO (961 votos; 0,03%).

### Segundo turno
| "Unidos pelo Rio" (PMDB/PP/PTB/PSL) |                        |                        | Eduardo Paes           |                        |                        | Carlos Alberto Muniz   | 1 696 195 | 50,83     |
| "Frente Carioca" (PV/PSDB/PPS)      |                        |                        | Fernando Gabeira       |                        |                        | Luiz Paulo             | 1 640 970 | 49,17     |
| Total de votos válidos              | Total de votos válidos | Total de votos válidos | Total de votos válidos | Total de votos válidos | Total de votos válidos | Total de votos válidos | 3 337 165 |           |
| Votos brancos                       | Votos brancos          | Votos brancos          | Votos brancos          | Votos brancos          | Votos brancos          | Votos brancos          | 92 154    | 92 154    |
| Votos nulos                         | Votos nulos            | Votos nulos            | Votos nulos            | Votos nulos            | Votos nulos            | Votos nulos            | 222 796   | 222 796   |
| Votos totais                        | Votos totais           | Votos totais           | Votos totais           | Votos totais           | Votos totais           | Votos totais           | 3 652 115 | 3 652 115 |

## 2012
Primeiro (e único) Turno
| Partido | Partido | Candidato         | Votos     | Votos (%) |
| ------- | ------- | ----------------- | --------- | --------- |
|         | PMDB    | Eduardo Paes      | 2 097 733 | 64,6%     |
|         | PSOL    | Marcelo Freixo    | 914 082   | 28,15%    |
|         | DEM     | Rodrigo Maia      | 95 328    | 2,94%     |
|         | PSDB    | Otávio Leite      | 80 059    | 2,47%     |
|         | PV      | Aspásia Camargo   | 41 314    | 1,27%     |
|         | PSTU    | Cyro Garcia       | 12 596    | 0,39%     |
|         | PPL     | Fernando Siqueira | 5 021     | 0,15%     |
|         | PCO     | Antônio Carlos    | 937       | 0,03%     |
| Totais  | Totais  | Totais            | 3 247 070 |           |

- Total de votos nulos:318.461 votos (8,48% do total de votantes)[2]
- Total de votos em branco:188.862 votos(5,03% do total de votantes)[2]
- Abstenções:965.214 (20,45% do total de votantes)[2]

## 2016

### Primeiro turno
| "Por Um Rio Mais Humano" (PRB/PR/PTN)                                                |                        |                        | Marcelo Crivella       |                        |                        | Fernando Mac Dowell    | 842 201   | 27,78     |
| "Mudar é Possível" (PSOL/PCB)                                                        |                        |                        | Marcelo Freixo         |                        |                        | Luciana Boiteux        | 553 424   | 18,26     |
| "Juntos Pelo Rio" (PMDB/PDT/PP/PTB/PSL/SD/DEM/PROS/ PHS/PMN/PEN/PSDC/PTC/PTdoB/PRTB) |                        |                        | Pedro Paulo            |                        |                        | Cidinha Campos         | 488 775   | 16,12     |
| "O Rio Precisa de Força Pra Mudar" (PSC/PRP)                                         |                        |                        | Flávio Bolsonaro       |                        |                        | Rodrigo Amorim         | 424 307   | 14,00     |
| "Juntos pelo Carioca" (PSD/PSB/PMB)                                                  |                        |                        | Indio da Costa         |                        |                        | Hugo Leal              | 272 500   | 8,99      |
| "Rio de Oportunidades e Direitos" (PSDB/PPS)                                         |                        |                        | Carlos Osorio          |                        |                        | Aspásia Camargo        | 261 286   | 8,62      |
| Outros candidatos                                                                    | Outros candidatos      | Outros candidatos      | Outros candidatos      | Outros candidatos      | Outros candidatos      | Outros candidatos      | 188 830   | 6,23      |
| Total de votos válidos                                                               | Total de votos válidos | Total de votos válidos | Total de votos válidos | Total de votos válidos | Total de votos válidos | Total de votos válidos | 3 031 323 |           |
| Votos brancos                                                                        | Votos brancos          | Votos brancos          | Votos brancos          | Votos brancos          | Votos brancos          | Votos brancos          | 204 110   | 204 110   |
| Votos nulos                                                                          | Votos nulos            | Votos nulos            | Votos nulos            | Votos nulos            | Votos nulos            | Votos nulos            | 473 324   | 473 324   |
| Votos totais                                                                         | Votos totais           | Votos totais           | Votos totais           | Votos totais           | Votos totais           | Votos totais           | 3 708 857 | 3 708 857 |

Outras 5 candidaturas foram registradas: Jandira Feghali/Edson Santos, pela coligação "Rio em Comum" (PCdoB/PT) (101 133 votos; 3,34%); Alessandro Molon/Roberto Anderson, pela coligação "Todos pelo Rio" (REDE/PV/PPL) (43 426 votos; 1,43%); Carmem Migueles/Tomas Pelosi, pelo NOVO (38 512 votos; 1,27%); Cyro Garcia/Marília Macedo, pelo PSTU (5 759 votos; 0,19%) e Thelma Bastos/Wagner Rolo, pelo PCO, que não teve seus votos considerados em virtude da impugnação da chapa pelo TSE.

### Segundo turno
| "Por Um Rio Mais Humano" (PRB/PR/PTN) |                        |                        | Marcelo Crivella       |                        |                        | Fernando Mac Dowell    | 1 700 030 | 59,36     |
| "Mudar é Possível" (PSOL/PCB)         |                        |                        | Marcelo Freixo         |                        |                        | Luciana Boiteux        | 1 163 662 | 40,64     |
| Total de votos válidos                | Total de votos válidos | Total de votos válidos | Total de votos válidos | Total de votos válidos | Total de votos válidos | Total de votos válidos | 2 863 692 |           |
| Votos brancos                         | Votos brancos          | Votos brancos          | Votos brancos          | Votos brancos          | Votos brancos          | Votos brancos          | 149 866   | 149 866   |
| Votos nulos                           | Votos nulos            | Votos nulos            | Votos nulos            | Votos nulos            | Votos nulos            | Votos nulos            | 569 536   | 569 536   |
| Votos totais                          | Votos totais           | Votos totais           | Votos totais           | Votos totais           | Votos totais           | Votos totais           | 3 583 094 | 3 583 094 |

## 2020

### Primeiro turno
| "A Certeza de Um Rio Melhor" (DEM/PL/Cidadania/DC/PV/Avante/PSDB)                               |                        |                        | Eduardo Paes           |                        |                        | Nilton Caldeira        | 974 804   | 37,01     |
| "Com Deus, pela Família e Pelo Rio" (Republicanos/PODE/PTC/PMN/PRTB/ PP/Patriota/Solidariedade) |                        |                        | Marcelo Crivella       |                        |                        | Andréa Firmo           | 576 825   | 21,90     |
| "Unidos Pelo Rio" (PDT/PSB)                                                                     |                        |                        | Martha Rocha           |                        |                        | Anderson Quack         | 297 751   | 11,30     |
| "É a Vez do Povo" (PT/PCdoB)                                                                    |                        |                        | Benedita da Silva      |                        |                        | Enfermeira Rejane      | 296 847   | 11,27     |
| "O Rio Tem Opção" (PSL/PSD)                                                                     |                        |                        | Luiz Lima              |                        |                        | Fernando Veloso        | 180 336   | 6,85      |
| "Um Rio de Esperança" (PSOL/PCB/UP)                                                             |                        |                        | Renata Souza           |                        |                        | Íbis Pereira           | 85 272    | 3,24      |
| Outros candidatos                                                                               | Outros candidatos      | Outros candidatos      | Outros candidatos      | Outros candidatos      | Outros candidatos      | Outros candidatos      | 222 076   | 8,43      |
| Total de votos válidos                                                                          | Total de votos válidos | Total de votos válidos | Total de votos válidos | Total de votos válidos | Total de votos válidos | Total de votos válidos | 2 633 911 |           |
| Votos brancos                                                                                   | Votos brancos          | Votos brancos          | Votos brancos          | Votos brancos          | Votos brancos          | Votos brancos          | 213 138   | 213 138   |
| Votos nulos                                                                                     | Votos nulos            | Votos nulos            | Votos nulos            | Votos nulos            | Votos nulos            | Votos nulos            | 413 962   | 413 962   |
| Votos totais                                                                                    | Votos totais           | Votos totais           | Votos totais           | Votos totais           | Votos totais           | Votos totais           | 3 261 011 | 3 261 011 |

Outras 8 candidaturas foram registradas: Paulo Messina/Sheila Barbosa, pelo MDB (77 093 votos; 2,93%); Eduardo Bandeira de Mello/Andrea Gouvêa Vieira, pela REDE (65 296 votos; 2,48%); Fred Luz/Giselle Gomes, pelo NOVO (46 246 votos; 1,76%); Glória Heloiza/Mauro Santos, pelo PSC (13 816 votos; 0,52%); Clarissa Garotinho/Jorge Coutinho, pelo PROS (12 178 votos; 0,46%); Suêd Haidar/Jéssica Natalino, pelo PMB (3 833 votos; 0,15%); Cyro Garcia/Elisa Guimarães, pelo PSTU (3 025 votos; 0,11%) e Henrique Simonard/Caetano Sigiliano, pelo PCO (589 votos; 0,02%).

### Segundo turno
| "A Certeza de Um Rio Melhor" (DEM/PL/Cidadania/DC/PV/Avante/PSDB)                               |                        |                        | Eduardo Paes           |                        |                        | Nilton Caldeira        | 1 629 319 | 64,07     |
| "Com Deus, pela Família e Pelo Rio" (Republicanos/PODE/PTC/PMN/PRTB/ PP/Patriota/Solidariedade) |                        |                        | Marcelo Crivella       |                        |                        | Andréa Firmo           | 913 700   | 35,93     |
| Total de votos válidos                                                                          | Total de votos válidos | Total de votos válidos | Total de votos válidos | Total de votos válidos | Total de votos válidos | Total de votos válidos | 2 543 019 |           |
| Votos brancos                                                                                   | Votos brancos          | Votos brancos          | Votos brancos          | Votos brancos          | Votos brancos          | Votos brancos          | 157 610   | 157 610   |
| Votos nulos                                                                                     | Votos nulos            | Votos nulos            | Votos nulos            | Votos nulos            | Votos nulos            | Votos nulos            | 431 104   | 431 104   |
| Votos totais                                                                                    | Votos totais           | Votos totais           | Votos totais           | Votos totais           | Votos totais           | Votos totais           | 3 131 733 | 3 131 733 |